# Agalychnis litodryas
Agalychnis litodryas е вид жаба от семейство Дървесници (Hylidae). Видът е уязвим и сериозно застрашен от изчезване.

## Разпространение
Разпространен е в Еквадор и Панама.

## Описание
Популацията на вида е намаляваща.